# Mariatorget

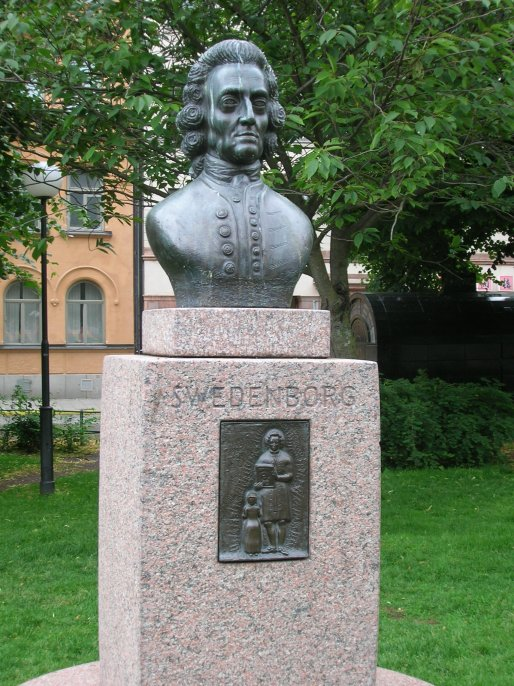
Busto de Emanuel Swedenborg.

Mariatorget es una plaza/parque situada en el barrio (una isla) de Södermalm, en el sur de Estocolmo, Suecia. Se construyó a finales de 1760, y tenía inicialmente por nombre Adolf Fredriks torg. Se la renombró Mariatorget en 1959 con el fin de evitar una posible confusión con la iglesia Adolf Fredrikskyrkan situada en el barrio de Norrmalm. Este nuevo nombre hace referencia a la iglesia vecina de "Santa Maria Magdalena", Maria Magdalena kyrka en sueco.
Un busto de Emanuel Swedenborg del escultor Gustaf Nordahl se encuentra en el parque. La plaza tiene en su centro una fuente con una escultura de Anders Henrik Wissler titulada Tors fiske ("La pesca de Thor"), que representa el dios nórdico Thor enfrentado a la serpiente marina gigantesca Jörmundgander, hija de Loki. En el sur del parque se encuentran réplicas de dos estatuas del escultor Per Hasselberg: Tjusningen ("La fascinación") y Snöklockan ("La campanilla de nieve"). Esta última presenta a una hermosa mujer que simboliza la flor que renace en cada primavera.
En la zona hay numerosos cafés, uno de los cuales pertenece en parte al antiguo miembro de ABBA, Benny Andersson, así como una estación de Tunnelbana (metro, subterráneo).
- Datos: Q1897080
- Multimedia: Mariatorget / Q1897080